# La torre nera (romanzo Stephen King)
La Torre Nera (The Dark Tower VII: The Dark Tower) è il settimo romanzo fantasy della serie La Torre Nera scritta da Stephen King pubblicato il 21 settembre 2004 (compleanno di King) da Donald M. Grant e illustrato da Michael Whelan. Costituisce la conclusione della serie che ha impegnato King per oltre 30 anni. Il romanzo ha quattro sottotitoli: Riproduzione, Rivelazione, Redenzione e Ripresa - tutti, tranne il secondo, sono stati usati come sottotitoli per i romanzi precedenti della serie.

## Trama
Si parte dalla fine del sesto libro, Jake e Père Callahan combattono le truppe sataniche dentro il Dixie Pig, un luogo pieno di vampiri che mangiano resti umani e di porte che si aprono su altri mondi; Callahan si sacrifica per poter salvare Jake. Mia, che finalmente ha separato il suo corpo da quello di Susannah, partorisce Mordred Deschain, il figlio naturale di Roland e Susannah. Anche il Re Rosso è un co-padre di questo bambino, così non si sorprende quando il primo atto del giovane Mordred è quello di trasformarsi in una creatura simile a un ragno mangiando la madre. Susannah non riesce a ucciderlo, ma elimina altri agenti del Re Rosso, riuscendo a scappare e a unirsi a Jake. Crescendo a un ritmo accelerato, Mordred insegue Roland e gli altri pistoleri attraverso questa avventura, mutando da uomo a ragno e viceversa secondo le necessità, ribollendo di rabbia verso il suo "padre bianco", Roland.
Roland e Eddie tornano dal Maine a Fedic, dove il ka-tet, ora riunito, deve fermare un gruppo di persone, i Frangitori, che usano, costretti, le loro capacità mentali soprannaturali per distruggere i Vettori che sorreggono la torre. Se la Torre cadesse, il Re Rosso è convinto di poter comandare sul caos che si creerebbe. Allo stesso modo, Walter (alias Randall Flagg) ha sogni di grandezza in cui pianifica di uccidere Mordred usando la voglia che si trova sul suo tallone per entrare nella Torre. I pistoleri liberano i Frangitori (breakers) dai loro aguzzini, ma Eddie viene ucciso nella battaglia. Roland e Jake si fermano a ricordare l'amico prima di tornare nel Maine per salvare la vita di Stephen King. Jake spinge King fuori della traiettoria di un furgone lanciato in velocità durante il 1999, ma viene ucciso nel tentativo. Roland, col cuore distrutto, seppellisce Jake e torna da Susannah a Fedic, da dove partono per un viaggio di settimane attraverso le Terre Bianche di Empathica in direzione della Torre.
Sulla strada incontrano Patrick Danville, un giovane uomo imprigionato da qualcuno che si fa chiamare Joe Collins ma che in realtà è un vampiro psichico. Patrick viene liberato e mostra il suo enorme talento: i suoi disegni hanno la strana tendenza a diventare reali. Disegna una porta magica per Susannah; una volta apparsa, saluta Roland e la usa per tornare a una New York simile a quella da cui era partita, dove versioni differenti di Jake e Eddie la stanno aspettando. Mordred, dopo aver manipolato e ucciso Walter come un bambino, raggiunge e attacca Roland. Oy difende il suo dinh, regalandogli alcuni secondi extra necessari per uccidere il mezzo ragno. Sfortunatamente, Oy viene impalato su un albero e muore. Roland continua la corsa verso l'obiettivo finale e usa le qualità di Patrick per battere il Re Rosso, guadagnandosi l'ingresso alla Torre; qui finisce la storia... quasi.
In altre parole, Stephen King avvisa il lettore che il libro finisce in questo punto, il nostro eroe ha raggiunto la torre e tanto deve bastarci, non abbiam macinato migliaia di pagine solo per un finale, ma per il gusto del viaggio in sé stesso—non bisogna avventurarsi nella Torre con Roland, non è richiesto, non è necessario, si può posare il libro a questo punto col ricordo di un'avventura fantastica. Se il lettore non accetta questa proposta, la storia riprende con Roland che si arrampica fino alla cima della Torre, le pareti della scala sono scolpite con i volti delle persone da lui conosciute, a ogni piano si apre una porta che mostra un oggetto rappresentante la vita di Roland, dalle fasce della sua nascita ai finimenti del suo falco ecc. Salita l'ultima rampa appare un'ultima porta recante la scritta "Roland". Il pistolero apre la porta finale, e di colpo si rende conto che ha già raggiunto la Torre molto tempo prima, infinite volte. Roland comprende e ricorda allora che la sua è una maledizione, che è destinato a ripetere la sua ricerca, di trovare sempre la sua Torre ma di perderne memoria ogni volta, centinaia, forse migliaia di volte ha già vissuto la stessa ricerca, facendo le stesse scelte, tradendo gli stessi amici e cercando una redenzione che non arriverà forse mai. Viene risucchiato all'interno della porta solo per essere teletrasportato, guarito dalle sue ferite, con le sue pistole e la mano intatta nel deserto, terminando la serie proprio com'era iniziata: "L'uomo in nero fuggì nel deserto e il pistolero lo seguì". C'è un piccolo colpo di scena, comunque; la memoria di Roland svanisce velocemente, ma Roland ora possiede il corno che aveva stupidamente perso tempo addietro a Jericho Hill. Questa piccola ma sostanziale differenza rispetto alla prima versione rafforza l'idea che Roland ha l'opportunità' di fare scelte diverse e, eventualmente, creare una rottura nel cerchio.

## Edizioni
- Stephen King, La Torre Nera, traduzione di Tullio Dobner, Sperling & Kupfer, 2004,  p. 1103, ISBN 88-200-3721-1.
- Stephen King, La Torre Nera, traduzione di Tullio Dobner, Sperling & Kupfer, 2012,  p. 840, ISBN 9788860618504.
- Stephen King, La Torre Nera, traduzione di Tullio Dobner, Sperling & Kupfer, 2015,  p. 806, ISBN 978-88-6836-270-6.
- Stephen King, La Torre Nera, traduzione di Tullio Dobner, Sperling & Kupfer, 2017,  p. 790, ISBN 9788868363734.